# San Antonio de Buenavista
San Antonio de Buenavista är en ort i Mexiko.   Den ligger i kommunen Fresnillo och delstaten Zacatecas, i den centrala delen av landet, 600 km nordväst om huvudstaden Mexico City. San Antonio de Buenavista ligger 2 124 meter över havet och antalet invånare är 210.
Terrängen runt San Antonio de Buenavista är lite kuperad. Runt San Antonio de Buenavista är det ganska glesbefolkat, med 38 invånare per kvadratkilometer. Närmaste större samhälle är Fresnillo, 7,3 km väster om San Antonio de Buenavista. Omgivningarna runt San Antonio de Buenavista är i huvudsak ett öppet busklandskap.